# Corrosief

Waarschuwingssymbool voor een corrosieve stof (GHS-symbolen)

Waarschuwingssymbool voor een corrosieve stof (WMS-etikettering)

Corrosief is een materie-eigenschap en betekent dat een stof andere stoffen waarmee hij in contact komt kan vernietigen of onherstelbaar beschadigen. In geval van contact met weefsel zoals de huid veroorzaakt een dergelijke stof brandwonden. Ook inademen van een corrosieve stof kan gevaarlijk zijn.
Het woord corrosief is afgeleid van het Latijnse werkwoord corrodere, dat bijten betekent. Dit benadrukt de manier waarop corrosieve stoffen zich een weg door andere stoffen lijken te bijten, alhoewel dit een abusievelijke verklaring is. Een lage concentratie van een corrosieve stof heeft vaak irritatie tot gevolg.
Corrosieve stoffen zijn anders dan giftige stoffen qua werking. Corrosieve stoffen hebben directe gevolgen indien ze in contact komen met weefsel, terwijl bij giftige stoffen het effect vaak even op zich laat wachten. 
Bekende corrosieve stoffen zijn sterke zuren (zoals vloeizuur en zwavelzuur) en sterke basen (zoals natriumhydroxide, gootsteenontstopper, Crofty, cesiumhydroxide en vooral in het laboratorium: lithiumdi-isopropylamide), of hoge concentraties van zwakke zuren en basen. Hun effect op de huid wordt veroorzaakt door de zuur-base katalyse van ester- en amidehydrolyse. Zowel corrosieve zuren als corrosieve basen kunnen de huid beschadigen door de hydrolyse van vetten in de huid, die esterverbindingen zijn. Dehydratie verwijdert water uit het weefsel, met een exotherme reactie, waardoor de brandwonden ontstaan.
Leidingwater is of wordt licht alkalisch gemaakt om corrosie te voorkomen tijdens de distributie.